# Jaspis inconditus
Jaspis inconditus är en svampdjursart som först beskrevs av Topsent 1892.  Jaspis inconditus ingår i släktet Jaspis och familjen Ancorinidae. Inga underarter finns listade i Catalogue of Life.